# Hünenburg (Bad Waldliesborn)

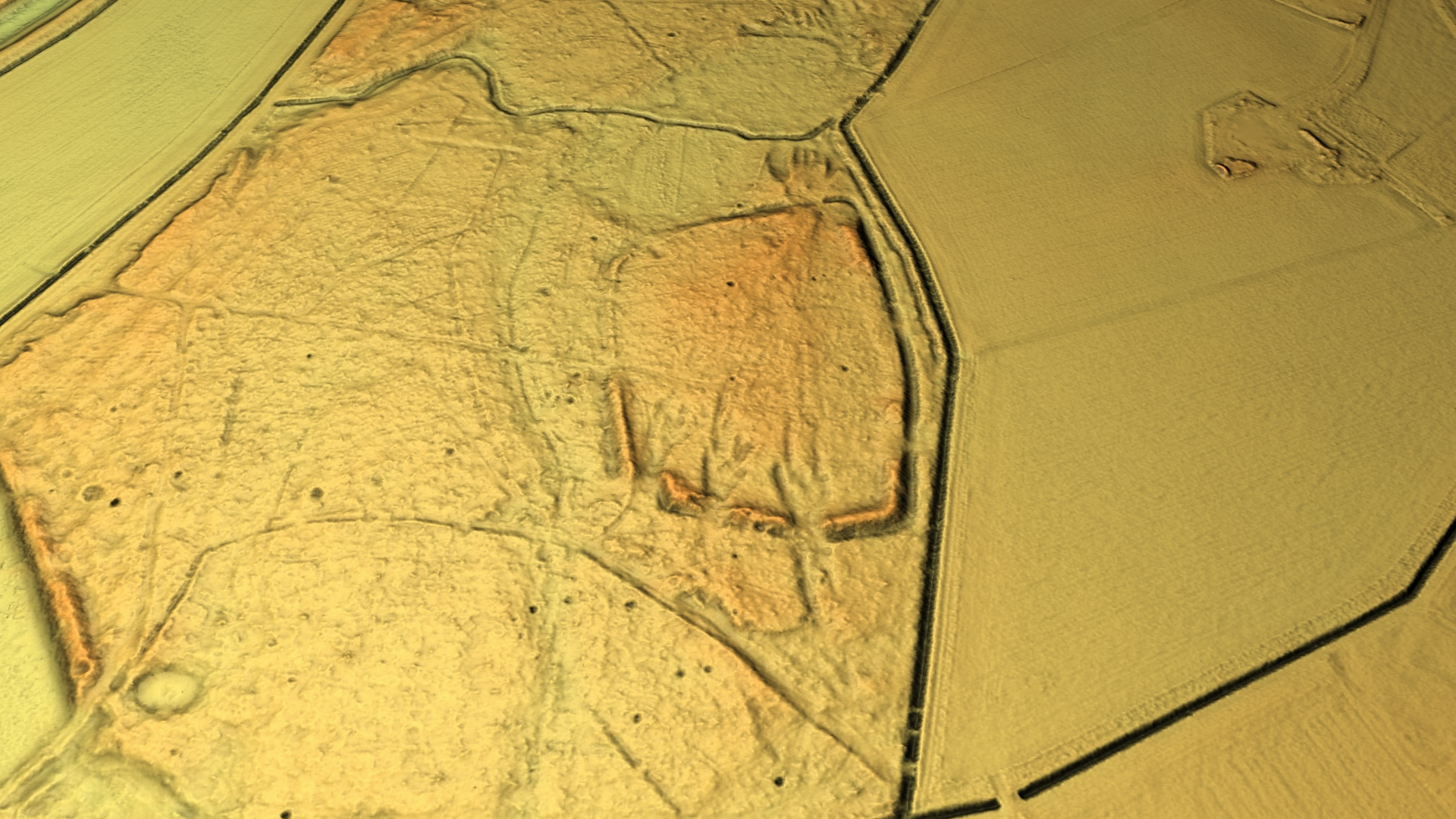
3D-Ansicht des digitalen Geländemodells

Die Hünenburg ist eine karolingisch-ottonische Wallburg ein Kilometer westlich des Stadtteils Bad Waldliesborn der Stadt Lippstadt im Kreis Soest in Nordrhein-Westfalen.

## Geschichte
Es sind keinerlei historische Nachrichten bekannt, die sich auf die Hünenburg beziehen lassen. Archäologische Ausgrabungen auf der Burg wurden 1905/06 durch den Lehrer Terhaar, 1940 durch August Stieren und 1968 durch Philipp Hömberg durchgeführt. Die letztgenannte Untersuchung erbrachte Keramik von der 2. Hälfte des 9. bis zum frühen 11. Jahrhundert.

## Beschreibung
Die Hünenburg liegt in einer ehemals sumpfigen Niederung im Winkel zwischen der Glenne und einem einmündenden Bach. Die ungefähr trapezförmige Anlage ist im Osten 160 m, im Westen 140 m und an den beiden anderen Seiten jeweils 90 m lang. Der umlaufende Wall ist stellenweise bis zu 3 m hoch erhalten, auf der Westseite auf einer längeren Strecke aber kaum noch existent. Im Norden, Osten und Süden ist ein 7 bis 10 m breiter Graben vorgelagert, der im mittleren Bereich der Westseite fehlt, vermutlich wegen der dortigen Niederung. In der Südseite befinden sich heute drei Durchlässe, von denen aber der mittlere und der östliche erst nachträglich in die Befestigung gebrochen wurden. Das westliche Tor stammt hingegen aus der Entstehungszeit der Burg, da hier der von Osten kommende Wall nach innen einschwenkt und mit dem parallel geführten, aber nicht einschwenkenden Westwall eine etwa 10 m breite Torgasse bildet. Ein weiteres Tor könnte auf der Nordostseite gelegen haben. Bei Ausgrabungen wurde 1968 im Innern ein 20,5 × 6,1 m großer Pfostenbau mit schiffsförmigem Grundriss dokumentiert.